# Windows Phone 8
Windows Phone 8 là hệ điều hành phiên bản thứ hai của Microsoft dành cho điện thoại, kế tiếp nền tảng Windows Mobile. Nó cũng sở hữu giao diện Modern UI (trước là Metro) của Windows 8/8.1/RT. Được Microsoft giới thiệu vào ngày 20 tháng 6 năm 2012 nhưng đến ngày 29 tháng 10 năm 2012, Microsoft bắt đầu phát hành phiên bản này. Phiên bản kế tiếp của nó là Windows Phone 8.1 sắp được hoàn thiện và trình làng cho các lập trình viên vào ngày 10 tháng 2 năm 2014
Windows Phone 8 được thay thế từ nhân Windows CE (được sử dụng làm kiến trúc xây dựng Windows Phone 7) sang nhân Windows NT được sử dụng trên Windows 8. Các phiên bản smartphone hiện tại chạy Windows Phone 7 không thể chạy hoặc cập nhật phiên bản mới của Windows Phone 8 và các ứng dụng mới chạy trên Windows Phone 8 không thể chạy trên các thiết bị Windows Phone 7. Các lập trình viên có thể thiết kế ứng dụng cho cả hai hệ điều hành trên.
Các thiết bị Windows Phone 8 được sản xuất bởi các hãng Microsoft Mobile (trước là Nokia), Samsung, HTC và Huawei.

## Lịch sử phát triển
Ngày 20 tháng 6 năm 2010 Microsoft công bố Windows Phone 8 (tên mã là Apollo), thế hệ thứ hai của hệ điều hành Windows Phone và được ra mất vào cuối năm 2012. Windows Phone 8 thay thế từ nhân Windows CE sang nhân Windows NT (được sử dụng trên Windows 8), cho phép các lập trình viên dễ dàng port các ứng dụng lên hai nền tảng.
Windows Phone 8 cho phép các thiết bị có độ phân giải lớn hơn ("WVGA 800×480 15:9","WXGA 1280×768 15:9","720p 1280×720 16:9", "1080p 1920×1080 16:9") và hỗ trợ vi xử lý đa nhân, NFC (chủ yếu dùng để chia sẻ nội dung và thực hiện thanh toán), tính tương thích ngược với các ứng dụng Windows Phone 7, cải thiện hỗ trợ cho các thiết bị di động, màn hình chính được thiết kế lại kết hợp với các live tiles có thể điều chỉnh được nhiều kích thước của nó, WIndows Phone 8 hỗ trợ cập nhật OTA, và tất cả thiết bị Windows Phone 8 đều nhận được hỗ trợ phần mềm ít nhất là sau 36 tháng sau khi ra mắt.
Để đảm bảo các thiết bị nâng cấp lên Windows Phone 8 tận dụng được lợi thế của các tính năng mới của nó, tất cả thiết bị WIndows Phone 7 sẽ không thể cập nhật được WIndows Phone 8. Thay vào đó, Microsoft ra mắt Windows Phone 7.8 cho các thiết bị trên với một số tính năng của Windows Phone 8, như là tuỳ chỉnh màn hình chính.
Việc giải quyết một số lỗi phần mềm làm Microsoft trì hoãn ra mắt một số cải tiến cho doanh nghiệp đến khi ra mắt WIndows Phone 8.1 vào năm 2014, ví dụ như hỗ trợ VPN.

### Bản cập nhật 1 (GDR1, Portico)
Bản cập nhật GDR1 (hay còn gọi là Portico) là một bản cập nhật nhỏ ra mắt vào tháng 12 năm 2012 mang nhiều cải tiến và sửa lỗi, như cải tiến ứng dụng Tin nhắn, kết nối Bluetooth hiệu quả hơn, và tuỳ chọn "luôn bật" trong Wi-Fi, cùng với một vài cập nhật nền tảng.
"Portico" còn sửa lỗi khiến điện thoại bất ngờ khởi động lại khi đang sử dụng, nhưng nhiều người dùng vẫn phát hiện lỗi này sau khi cập nhật.

### Bản cập nhật 2 (GDR2)
Microsoft đã triển khai bản cập nhật nhỏ "GDR2", bắt đầu từ tháng 7 năm 2013 và kéo dài sang những tháng tiếp theo, tuỳ vào nhà sản xuất và nhà cung cấp dịch vụ. Bản cập nhật bao gồm tính năng hỗ trợ đài FM trên một số thiết bị, dùng một ứng dụng trong Ống kính làm ứng dụng chụp ảnh mặc định, Data Sense giúp quản lý lượng dữ liệu sử dụng chỉ trên một số thiết bị (trước đó những người sử dụng dịch vụ của Verizon đã có tính năng này), và cập nhật HTML5 cho Internet Explorer. Hỗ trợ CalDAV/CardDAV cũng được thêm vào giúp người dùng Windows Phone kết nối với các máy chủ như Google Lịch sau khi Google bỏ hỗ trợ Microsoft Exchange vào năm 2012.
Bản cập nhật cũng giải quyết lỗi trong phần "Bộ nhớ khác" khiến cho người dùng không thể xoá các tập tin tạm thời chiếm tới 10 GB trên một số điện thoại. WIndows Phone sẽ tự động xoá các tệp trong phần này.
GDR2 còn sửa lỗi về Bluetooth khiến các thiết bị không thể kết nối với một số mẫu xe hơi. Những sửa đổi bổ sung được thêm vào trong bản cập nhật 3, kèm theo lựa chọn "Chế độ lái xe" riêng.

### Bản cập nhật 3 (GDR3)
Ngày 14/10/2013, Microsoft ra mắt bản cập nhật GDR thứ 3 cho WIndows Phone 8, sẽ được phát hành cho các thiết bị trong vài tháng sau. Các nhà phát triển được nhận bản cập nhật đầu tiên. Bản cập nhật 3 thêm vào một vài tính năng mới như khoá xoay màn hình, hỗ trợ màn hình lớn hơn (lên tới 6 inch và độ phân giải 1080p) và hỗ trợ vi xử lý bốn nhân Qualcomm Snapdragon 800. Những thiết bị có màn hình lớn hơn và có độ phân giải 1080p có thể hiển thị thêm một hàng ứng dụng nữa trong màn hình chính. Một vài tính năng mới khác là có thể thoát các ứng dụng trong màn hình đa nhiệm và Chế độ lái xe.

### Hỗ trợ
Tháng Ba 2013, Microsoft thông báo rằng bản cập nhật cho hệ điều hành Windows Phone 8 sẽ được thực hiện đến ngày 08 tháng 7 năm 2014. Microsoft nâng thời gian hỗ trợ lên 36 tháng, thông báo các bản cập nhật cho Windows Phone 8 sẽ được thực hiện đến ngày 12 tháng Giêng 2016. Tất cả các thiết bị Windows Phone 8 đều có thể nâng cấp lên phiên bản kế tiếp là Windows Phone 8.1.

## Các tính năng
Các tính năng sau đã được xác nhận tại các buổi giới thiệu Windows Phone của Microsoft vào ngày 20 tháng 6 năm 2012 và buổi ra mắt Windows Phone 8 vào ngày 29 tháng 10 năm 2012:

### Nhân
Windows Phone 8 là hệ điều hành cho điện thoại đầu tiên của Microsoft sử dụng nhân Windows NT giống như Windows 8. Hệ điều hành thêm các cải thiện tập tin hệ thống, trình điều khiển, mạng, yếu tố an ninh, phương tiện truyền thông và hỗ trợ đồ họa. Dùng nhân NT, Windows Phone hỗ trợ các vi xử lý đa nhân lên tới 64 nhân, cũng như độ phân giải 1280x720 và 1280x768, cùng với độ phân giải 800x600 đã hỗ trợ trên Windows Phone 7. Hơn nữa, Windows Phone 8 hỗ trợ thẻ nhớ giúp tăng bộ nhớ điện thoại. Bản cập nhật GDR3 thêm tuỳ chọn hỗ trợ độ phân giải 1080p.
Chuyển sang nhân NT, Windows Phone 8 hỗ trợ hệ thống mã hoá 128-bit Bitlocker và khởi động an toàn. Windows Phone 8 cũng hỗ trọ NTFS.

### Mạng
Internet Explorer 10 là trình duyệt mặc định trên Windows Phone 8. Giao diện điều hướng đã được đơn giản hoá với một nút có thể tuỳ biến (mặc định để ngừng tải/làm mới trang) và thanh địa chỉ. Người dùng có thể đổi nút sang nút Quay lại, nhưng không thể thêm nút Chuyển tiếp.

### Đa nhiệm
Không giống như người tiền nhiệm, Windows Phone 8 sử dụng đa nhiệm thật, giúp nhà phát triển có thể lập trình ứng dụng chạy trong nền và có thể tiếp tục sử dụng ngay lập tức.
Người dùng có thể chuyển giữa các tác vụ đang chạy bằng cách nhấn và giữ phím Quay lại, nhưng bất kì ứng dụng nào trong danh sách có thể đã bị ngừng do những nguyên nhân nhất định, như kết nối mạng bị gián đoạn hay do pin yếu. Một ứng dụng chạy trong nền có thể tự động ngưng lại khi người dùng không mở nó trong một thời gian dài.
Người dùng có thể tắt những ứng dụng này trong màn hình đa nhiệm bằng cách nhấn nút "X" ở góc trên bên phải trên mỗi ứng dụng, tính năng đã được thêm vào trong bản cập nhật 3.

### Góc của bé
Windows Phone 8 thêm tuỳ chọn "Góc của bé" hoạt động như "chế độ khách". Người dùng chọn các ứng dụng và trò chơi sẽ xuất hiện trong Góc của bé. Khi tính năng này được kích hoạt, các ứng dụng và trò chơi đã cài đặt có thể chơi hoặc truy cập mà không ảnh hưởng đến dữ liệu của người dùng chính.

### Phòng
Phòng là tính năng dựa trên nhắn tin và liên lạc theo nhóm. Sử dụng Phòng, người dùng có thể liên lạc và xem các cập nhật trên Facebook và Twitter chỉ từ những người trong nhóm đã tạo. Những người trong nhóm có thể chia sẻ tin nhắn và ảnh ngay lập tức trong nhóm. Những tin nhắn này chỉ được chia sẻ giữa các thành viên trong nhóm.

### Chế độ lái xe
Ra mắt trong bản cập nhật 3, khi kết nối thiết bị với xe hơi qua Bluetooth sẽ tự động kích hoạt "Chế độ lái xe", giao diện đặc biệt cho thiết bị khi kết nối với xe hơi.

### Data Sense
Data Sense giúp người dùng đặt giới hạn dữ liệu tuỳ vào gói cước dữ liệu của họ. Data Sense có thể hạn chế dữ liệu nền khi dữ liệu đã sử dụng gần đến giới hạn đã định (trên thanh thông báo có biểu tượng trái tim).

### NFC
Những thiết bị Windows Phone 8 hỗ trợ NFC cho phép truyền dữ liệu giữa hai thiết bị Windows Phone, hoặc giữa thiết bị Windows Phone và thiết bị Windows 8 bằng tính năng "Chạm và gửi".

### Đồng bộ hóa
Ứng dụng Windows Phone App kế nhiệm Zune Software là một ứng dụng đồng bộ hóa để di chuyển nhạc, video, những tập tin đa phương tiện khác và tài liệu văn phòng giữa Windows Phone 8 và máy tính hoặc máy tính bảng Windows 8/Windows RT. Phiên bản cho OS X và Windows Desktop cũng có sẵn. Các thiết bị Windows Phone 7 không tương thích với phiên bản PC của ứng dụng, nhưng sẽ hoạt động với phiên bản Mac. (Zune vẫn được sử dụng để đồng bộ hóa Windows Phone 7 với PCs, và vẫn có thể tải về được từ trang web của Windows Phone).
Do Windows Phone 8 kết nối với máy tính như một thiết bị MTP, Windows Media Player và Windows Explorer có thể được sử dụng để truyền nhạc, video và các tập tin đa phương tiện khác không giống như Windows Phone 7. Dung lượng video tối đa được truyền vào một máy tính bị giới hạn ở 4 GB.

### Các tính năng khác
- Xbox SmartGlass điều khiển Xbox 360 và Xbox One bằng điện thoại. (áp dụng cho iOS, Android, Windows Phone).
- Xbox Nhạc+Video hỗ trợ phát tệp video và âm thanh, mua nhạc trực tuyến. TÍnh năng mua video có mặt trong phiên bản riêng của Xbox Video có thể tải xuống trên Cửa hàng.
- Hỗ trợ mã nguồn gốc (C++), giúp đơn giản hoá việc chuyển đổi ứng dụng từ các nền tảng khác như Android, Symbian và iOS.
- Dễ dàng chuyển đổi ứng dụng Windows 8 sang Windows Phone 8 (tương thích với ứng dụng "Modern UI" của Windows 8).
- Cập nhật phần mềm OTA.
- Ứng dụng Máy ảnh hỗ trợ Ống kính, cho phép bên thứ ba thêm các tính năng vào giao diện chụp ảnh.
- Chụp màn hình bằng cách nhấn phím nguồn và phím Bắt đầu cùng lúc.
- Ngôn ngữ Do Thái được thêm vào để giới thiệu Windows Phone với thị trường Israel.

## Yêu cầu hệ thống
| Yêu cầu hệ thống Windows Phone 8                                                                                                   |
| --- |
| Qualcomm Snapdragon S4 vi xử lý lõi kép hoặc Snapdragon 800                                                                        |
| Tối thiểu 512 MB RAM cho điện thoại WVGA; tối thiểu 1 GB RAM cho 720p / WXGA / 1080p                                               |
| Tối thiểu 4 GB bộ nhớ trong |
| GPS và A-GNSS; GLONASS được hỗ trợ, nếu nhà sản xuất thêm vào                                                                      |
| Hỗ trợ micro-USB 2.0 |
| Jack cắm tai nghe stereo 3.5 mm |
| Camera AF sau với đèn flash LED hoặc Xenon (tuỳ chọn), tuỳ chọn camera trước (cả hai đều phải có độ phân giải VGA)và nút chụp ảnh. |
| Gia tốc, cảm biến khoảng cách và ánh sáng, động cơ rung (tuỳ chọn từ kế và con quay)                                               |
| 802.11b/g và Bluetooth (tuỳ chọn 802.11n)                                                                                          |
| Hỗ trợ đồ hoạ DirectX với gia tốc phần cứng Direct3D sử dụng GPU có thể lập trình                                                  |
| Cảm ứng đa điểm hỗ trợ ít nhất 4 điểm                                                                                              |